# Seongnam Football Club
Il Seongnam Football Club è una società calcistica sudcoreana con sede a Seongnam. Fondato nel 1989, il club milita nella seconda serie nazionale.
I colori sociali sono il nero e il bianco.

## Storia
Fondata nel 1989, la squadra fu campione d'Asia una prima volta nel 1996, e nel 2010 si ripete nella Champions asiatica vincendo in finale contro gli iraniani dello Zob Ahan per 3-1.
Dopo questa vittoria, prende parte alla Coppa del Mondo per club come rappresentante del continente asiatico. Dopo aver agevolmente eliminato la squadra di casa dell'Al-Wahda per 4-1, viene sconfitto in semifinale per 0-3 dall'Inter.

## Denominazione
- Dal 1989 al 1996: Ilhwa Chunma Football Club
- Dal 1996 al 1999: Cheonan Ilhwa Chunma Football Club
- Dal 1999 al 2014: Seongnam Ilhwa Chunma Football Club
- Dal 2014: Seongnam Football Club

## Palmarès

### Competizioni nazionali
- Campionato sudcoreano: 7

1993, 1994, 1995, 2001, 2002, 2003, 2006
- Coppa della Corea del Sud: 3

1999, 2011, 2014
- Coppa di Lega sudcoreana: 3

1992, 2002, 2004
- Supercoppa della Corea del Sud: 1

2002

### Competizioni internazionali
- AFC Champions League: 2

1995, 2010
- Supercoppa d'Asia: 1

1996
- A3 Champions Cup: 1

2004
- Coppa dei Campioni afro-asiatica: 1

1996

### Altri piazzamenti
- Campionato sudcoreano:

Secondo posto: 1992, 2007, 2009
Terzo posto: 2000
- Coppa della Corea del Sud:

Finalista: 1997, 2000, 2009
Semifinalista: 2020
- Korean League Cup:

Finalista: 1995, 2000, 2006
- Supercoppa della Corea del Sud:

Finalista: 2000, 2004
- AFC Champions League:

Finalista: 1996-1997, 2004
Quarto posto: 1994-1995, 2007
- A3 Champions Cup:

Terzo posto: 2003
- Coppa del mondo per club FIFA:

Quarto posto: 2010

## Connessioni con la Chiesa dell'unificazione
Ci sono controversie sul Seongnam, dovute al fatto che il club sia di proprietà del Gruppo Ilhwa della Chiesa dell'unificazione del Reverendo Sun Myung Moon. Quindi, alcuni cristiani a Seongnam si sono messi contro il club, essendo ostili ai piani della squadra di costruire un nuovo stadio e un centro di allenamento. Dal 2013, dovuto alla morte del Reverendo Moon, che era estremamente devoto al calcio così che la Chiesa dell'Unificazione gestisse il club, ma il consiglio dei dirigenti della Chiesa dell'Unificazione, non vedendo alcuna ragione per gestire il club, originalmente pensò di venderlo ad un'altra organizzazione. Il sindaco di Ansan ufficialmente menzionò che era al punto di comprare il club da Ilhwa. Tuttavia, una numero stimato di 800 tifosi protestò davanti al Municipio di Seongnam, affermando che la città non poteva perdere uno dei club più vittoriosi nella storia del calcio asiatico. La città di Seongnam iniziò a negoziare l'acquisizione del club dal Gruppo Ilhwa. Nell'Ottobre del 2013, il sindaco di Seongnam, Lee Jae-Myung, ebbe una conferenza e annunciò che il consiglio cittadino di Seongnam si accordò a comprare la squadra dal Gruppo Ilhwa, partecipando con il nome Seongnam FC.

## Organico

### Rosa 2025
Aggiornata al 15 gennaio 2025.
| N. |                          | Ruolo | Calciatore            |
| -- | ------------------------ | ----- | --------------------- |
| 1  | Corea del Sud (bandiera) | P     | Jeon Jong-hyuk        |
| 2  | Croazia (bandiera)       | D     | Igor Jovanović        |
| 3  | Corea del Sud (bandiera) | D     | Park Soo-il           |
| 4  | Corea del Sud (bandiera) | C     | Lee Chang-yong        |
| 5  | Corea del Sud (bandiera) | C     | Lim Sun-young         |
| 6  | Corea del Sud (bandiera) | D     | Ahn Young-kyu         |
| 7  | Corea del Sud (bandiera) | C     | Kwon Soon-hyung       |
| 8  | Corea del Sud (bandiera) | C     | Choi Hee-won          |
| 9  | Colombia (bandiera)      | A     | Leonardo Acevedo      |
| 10 | Croazia (bandiera)       | C     | Tomislav Kiš          |
| 11 | Corea del Sud (bandiera) | C     | Seo Bo-min (capitano) |
| 13 | Corea del Sud (bandiera) | D     | Park Tae-min          |
| 14 | Corea del Sud (bandiera) | C     | Kim Dong-hyun         |
| 16 | Uzbekistan (bandiera)    | C     | Jamshid Iskandarov    |
| 17 | Corea del Sud (bandiera) | C     | Choi Oh-baek          |
| 18 | Corea del Sud (bandiera) | A     | Yang Dong-hyun        |
| 19 | Corea del Sud (bandiera) | A     | Lee Jae-won           |

| N. |                          | Ruolo | Calciatore      |
| -- | ------------------------ | ----- | --------------- |
| 20 | Corea del Sud (bandiera) | C     | Yeon Je-woon    |
| 22 | Corea del Sud (bandiera) | C     | Yoon Yong-ho    |
| 23 | Corea del Sud (bandiera) | A     | Na Sang-ho      |
| 25 | Corea del Sud (bandiera) | C     | Kim Ki-yeol     |
| 27 | Corea del Sud (bandiera) | A     | Yu In-soo       |
| 28 | Corea del Sud (bandiera) | C     | Park Tae-jun    |
| 29 | Corea del Sud (bandiera) | A     | Kim So-woong    |
| 31 | Corea del Sud (bandiera) | P     | Heo Ja-woong    |
| 32 | Corea del Sud (bandiera) | D     | Lee Tae-hee     |
| 34 | Corea del Sud (bandiera) | D     | Choi Ji-moog    |
| 35 | Corea del Sud (bandiera) | D     | Ma Sang-hoon    |
| 36 | Corea del Sud (bandiera) | A     | Lee Joong-min   |
| 37 | Corea del Sud (bandiera) | C     | Hong Si-hoo     |
| 40 | Corea del Sud (bandiera) | D     | Lim Seung-gyeom |
| 41 | Corea del Sud (bandiera) | P     | Kim Young-kwang |
| 43 | Corea del Sud (bandiera) | A     | Kim Se-hyeon    |
| 45 | Corea del Sud (bandiera) | D     | Lee Da-won      |

### Staff tecnico
- Nam Ki-il - Allenatore